# 艾夫倫·雷耶斯
艾夫倫·馬納朗·雷耶斯，OLD, PLH（Efren Manalang Reyes，1954年8月26日—），綽號「魔術師」，是一名菲律賓職業花式撞球選手。
雷耶斯是70多個國際冠軍得主，是第一個在兩個不同撞球項目中贏得世界冠軍的球員。在眾多冠軍頭銜中，雷耶斯曾四次獲得世界8號球冠軍，1999年WPA世界9號球錦標賽冠軍，三次美國公開賽冠軍，兩次世界花式撞球聯賽冠軍和14次德比城市經典賽冠軍——包括前所未見的五次「桌上大師」（Master of the Table）桂冠。通過在1996年的首屆「金錢本色」活動中擊敗Earl Strickland，雷耶斯將花式撞球歷史上最大的單一活動獎金帶回家。許多分析師、球迷以及現任和前任球員都認為雷耶斯是有史以來最偉大的花式撞球運動員。

## 外註連結
- Efren Reyes Matches （页面存档备份，存于）
- Efren Reyes bio at AZBilliards